# زیر پل جوی
زیر پل جوی (به لاتین: Zir-e Pol-e Juy) یک منطقهٔ مسکونی در افغانستان است که در ولایت بدخشان واقع شده‌است.